# Diploscopio
El diploscopio es un aparato que se emplea para la percepción subjetiva de los colores. 
Consiste en un disco giratorio pintado, la mitad de rojo y la otra mitad de verde y que el observador mira a través de dos tubos dispuestos de tal manera que cada ojo ve solamente un color. Cuando la retina ha tenido tiempo de recibir la impresión se hace girar rápidamente el disco y ocurre que el ojo que veía solamente el rojo, ve el verde y el que veía el verde, ve el rojo. Si el experimento se hace cuando no se tiene la vista cansada, ambos colores dan un matiz intermedio al girar el disco. 